# Karel la Fargue
Karel la Fargue (La Haya, 1 de junio de 1738 - 30 de septiembre de 1793), fue una pintora neerlandesa del siglo XVIII.

## Biografía
Nacida en La Haya, era hija de Thomas la Fargue y hermana menor de Paulus Constantijn la Fargue. Sus otros hermanos Maria Margaretha, Jacob Elias e Isaac Lodewijk también fueron pintores.	
En 1768 fue miembro de la Cofradía Pictura, junto con su hermano Isaac. Es conocida por sus vistas topográficas como su hermano mayor. 